# 楯岡町
楯岡町（たておかまち）は、1892年3月1日に楯岡村に町制が施行されてから、1954年11月1日の村山市の誕生まで、山形県村山地方に存在した町。現在は村山市楯岡という住所で残っている。

## 背景
楯岡村は、羽州街道の宿場町として発展した。

## 歴史
- 927年 - 延喜式で村山郡村山
- 1208年 - 前森今嶺が楯山に楯岡城を築城する。前森氏の次は、本城氏が引き継ぐ
- 1406年 - 斯波満国が入り、7代続く
- 1618年 - 最上義光の四男光直が入る
- 1622年 - 脇本満直が入る
- 1622年 - 最上家改易に伴い、城主は細川氏に預けられ、楯岡城は棄却される。
- 1889年4月1日 - 楯岡村と湯沢村が合併して、町村制が施行され、楯岡村（たておかむら）が誕生する。
- 1892年3月15日 - 町制が施行され楯岡町になる。
- 1901年10月 - 東洋宣教会 (OMS) が初めての地方の中央福音伝道館の支部を設け、清水俊蔵が派遣された。（1903年5月まで）
- 1954年11月1日 - 西郷村、大倉村、戸沢村、大久保村、富本村と合併し市制を施行、村山市に改称され村山市楯岡になる。

## 町長
- 細梅三郎（1905- 、1931- ）

## 史跡
- 小松沢観音堂
- 楯岡城跡
- 東沢公園

## 出身者
- 最上徳内(江戸時代の幕臣、探検家)